# Diego Barquinero
Diego Barquinero est un acteur argentin, né le 13 novembre 1954 à Morenos (Argentine).

## Filmographie
- 1964 : El Castillo de los monstruos : El negrito - chico de goma
- 1972 : Hammer : Jose, Street Gang Member
- 1973 : Sweet Jesus Preacher Man : Latino Activist
- 1981 : Side Show (TV) : The Wild Boy
- 1983 : Super sabado sensacional (série TV) : Hombre Salvaje (unknown episodes, 2004)
- 1989 : Carrusel (série TV) : Payaso en la feria
- 1998 : Preciosa (en) (série TV) : Silent clown (unknown episodes)
- 1999 : El Diario de Daniela (série TV) : Payasito Dieguin
- 2000 : Carita de ángel (série TV) : Payasito Dieguin (unknown episodes)
- 2000 : Rayito de luz (feuilleton TV) : Clown consultant
- 2001 : Aventuras en el tiempo (série TV) : Payasito Dieguin
- 2002 : ¡Vivan los niños! (série TV) : Guest Promotional Clown (USA) (unknown episodes)
- 2003 : De pocas, pocas pulgas (série TV) : Payasito de la feria
- 2005 : It's Not Easy Being a Wolf Boy (BBC TV) : VeeKay
- 2007 : Freakshow (DVD) : Wolf Man